# Nekrolog 1248
Nekrolog
◄◄
| ◄
| 1244
| 1245
| 1246
| 1247
| 1248 | 1249 | 1250 | 1251 | 1252 | ► | ►►
Weitere Ereignisse | Allgemeiner Nekrolog 1248
Die Beschreibung der verstorbenen Person sollte so kurz wie möglich gehalten sein und nur deren signifikante Tätigkeit(en) enthalten.
Neue Namen ggf. auch unter dem Geburts- und Sterbedatum, also etwa unter 1. Januar und im Geburts- und Sterbejahr (2024) eintragen (nur bei entsprechender großer Wichtigkeit). Für Beispiele siehe die schon vorhandenen Artikel.
Außerdem über die fünf zuletzt Verstorbenen, zu denen es einen ausreichend guten Artikel für eine Präsentation auf der Hauptseite gibt, nach der todesbedingten Überarbeitung der Artikel ggf. auch unter Wikipedia Diskussion:Hauptseite informieren und sie am besten auch in den anderen Wikipedia-Sprachversionen eintragen. Tipp: Regelmäßig bei news.google.de nach „ist tot“, „gestorben“ oder „verstorben“ suchen.
Wenn eine Person gestorben ist, gibt es viele Seiten zu dieser Person in der Wikipedia, die davon auch betroffen sind und entsprechend aktualisiert werden müssen. Beispiele: Namenübersichtsseite, Geburtsjahr, Geburtsort-Seiten und viele mehr.
Wie finde ich die betroffenen Seiten?
Im Suchfeld auf der linken Seite gibt man den Suchbegriff so ein: „Vorname Nachname“. Dann klickt man auf Volltext und alle Seiten mit entsprechendem Suchtext werden aufgerufen. Hier sieht man dann schnell, wo auch das Todesjahr Sinn macht oder sogar ein Teil des Artikels angepasst werden muss. Auch hilft das „Werkzeug“ auf der linken Seite sehr gut, um solche Seiten aufzufinden: „Links auf diese Seite“. Somit ist die Wikipedia wieder aktuell in allen Bereichen! Hinweis: bei Eintragung der Kategorie „Gestorben JAHR“ wird der Missbrauchsfilter 49 ausgelöst, was jedoch nicht schlimm ist. Siehe: Spezial:Missbrauchsfilter/49
Dies ist eine Liste von im Jahr 1248 verstorbenen bekannten Persönlichkeiten. Die Einträge erfolgen innerhalb der einzelnen Daten alphabetisch sortiert. Tiere sind im Nekrolog für Tiere zu finden.

## Januar
| Tag       | Name       | Beruf, bekannt als | Alter | Beleg |
| --------- | ---------- | ------------------ | ----- | ----- |
| 3. Januar | Sancho II. | König von Portugal |       |       |

## Februar
| Tag         | Name         | Beruf, bekannt als                      | Alter | Beleg |
| ----------- | ------------ | --------------------------------------- | ----- | ----- |
| 1. Februar  | Heinrich II. | Herzog von Brabant und Niederlothringen |       |       |
| 25. Februar | Bolesław I.  | Herzog von Masowien                     |       |       |

## März
| Tag      | Name            | Beruf, bekannt als           | Alter | Beleg |
| -------- | --------------- | ---------------------------- | ----- | ----- |
| 15. März | Morgan ap Hywel | walisischer Lord of Caerleon |       |       |

## April
| Tag      | Name                  | Beruf, bekannt als                   | Alter | Beleg |
| -------- | --------------------- | ------------------------------------ | ----- | ----- |
| 3. April | Simon                 | deutscher Benediktinerabt            |       |       |
| 9. April | Hugo I. von Châtillon | Graf von Blois, Dunois und Saint-Pol |       |       |

## Mai
| Tag    | Name       | Beruf, bekannt als             | Alter | Beleg |
| ------ | ---------- | ------------------------------ | ----- | ----- |
| 9. Mai | Balduin I. | Graf von Bentheim, Kreuzfahrer |       |       |

## Juni
| Tag      | Name                 | Beruf, bekannt als                                             | Alter | Beleg |
| -------- | -------------------- | -------------------------------------------------------------- | ----- | ----- |
| 4. Juni  | Rapoto III.          | Pfalzgraf von Bayern sowie Graf von Kraiburg und Marquartstein |       |       |
| 6. Juni  | Agafia von Ruthenien | Herzogin von Masowien                                          |       |       |
| 19. Juni | Otto II.             | Herzog von Meranien und Pfalzgraf von Burgund                  |       |       |

## August
| Tag        | Name               | Beruf, bekannt als                      | Alter | Beleg |
| ---------- | ------------------ | --------------------------------------- | ----- | ----- |
| 7. August  | Takeda Nobumitsu   | Daimyō der Heian-Zeit und Kamakura-Zeit |       |       |
| 25. August | Heinrich von Tanne | Bischof von Konstanz                    |       |       |

## September
| Tag           | Name                  | Beruf, bekannt als                   | Alter | Beleg |
| ------------- | --------------------- | ------------------------------------ | ----- | ----- |
| 13. September | Kunigunde von Staufen | Königin von Böhmen (1230–1248)       |       |       |
| September     | Robert de Cressonsacq | Bischof von Beauvais und Kreuzfahrer |       |       |

## November
| Tag      | Name        | Beruf, bekannt als                             | Alter | Beleg |
| -------- | ----------- | ---------------------------------------------- | ----- | ----- |
| November | Robert VII. | Herr von Béthune, Richebourg, Dendermonde etc. |       |       |

## Dezember
| Tag          | Name                | Beruf, bekannt als   | Alter | Beleg |
| ------------ | ------------------- | -------------------- | ----- | ----- |
| 15. Dezember | Laurentius Hispanus | italienischer Jurist |       |       |

## Datum unbekannt
| Tag                    | Name                        | Beruf, bekannt als                                       | Alter | Beleg |
| ---------------------- | --------------------------- | -------------------------------------------------------- | ----- | ----- |
|                        | Abu Muhammad ibn al-Baitar  | arabischer Arzt, Botaniker und Pharmakologe              |       |       |
|                        | Al-Adil II.                 | fünfter Sultan der Ayyubiden in Ägypten (1238–1240)      |       |       |
|                        | Güyük Khan                  | mongolischer Großkhan                                    |       |       |
| September oder Oktober | Harald                      | König von Man und der westschottischen Inseln            |       |       |
|                        | Patrick II., Earl of Dunbar | Earl of Dunbar                                           |       |       |
|                        | Hermann I. von Buxthoeven   | römisch-katholischer Bischof von Estland                 |       |       |
|                        | Ibn al-Qifti                | mittelalterlicher arabischer Historiker                  |       |       |
|                        | Simon Langton               | englischer Geistlicher und Diplomat                      |       |       |
|                        | Subutai                     | mongolischer General                                     |       |       |
|                        | Thomas                      | Bischof von Turku                                        |       |       |
|                        | Walter Mauclerk             | Bischof von Carlisle und Lord High Treasurer von England |       |       |